# 诺基亚6500 classic
諾基亞6500 classic是諾基亞從原來6500引伸出來智能手機版本。該機採用了諾基亞的S40平台，並以鋁合金作為外殼材料。